# 克恩 (德国)
克恩（德語：Köhn）是德国石勒苏益格－荷尔斯泰因州的一个市镇。总面积13.16平方公里，总人口835人，其中男性426人，女性409人（2011年12月31日），人口密度63人/平方公里。